# 臺灣省政府
臺灣省政府是中華民國臺灣省形式上的最高行政機關，成立於1947年5月16日，前身為1945年9月1日成立的臺灣省行政長官公署。省制在1998年虛級化後，臺灣省政府進行「功能業務與組織調整」，業務大幅縮減及轉移至中央政府相關部會、並喪失地方自治機關之功能，成為直屬於行政院的派出機關、以及無自治地位之地方行政機關。2018年7月1日，臺灣省政府實施「去任務化」，機關預算歸零，剩餘之員額與業務由中央政府相關部會承接，行政院不再派任臺灣省政府主席。由於省政府是憲政機關，未經修憲不得廢除，故名義上「臺灣省政府」名銜仍存在。

## 歷史
1947年二二八事件爆發後，國民政府有鑑於臺灣民眾對以陳儀為首的臺灣省行政長官公署強烈不滿，於同年4月22日行政院會議決議廢除臺灣省行政長官公署，並於同年5月16日將長官公署改制為臺灣省政府。
臺灣省政府原位於臺北市，當時之辦公廳舍即今行政院中央大樓。中華民國政府因第二次國共內戰失利，中央政府於1949年12月遷往臺北後，為防範中國人民解放軍渡海轟炸臺北而癱瘓行政中樞，臺灣省政府分別於1956、1957年將主要廳處遷移至臺中縣霧峰鄉（今臺中市霧峰區）光復新村與南投縣南投市中興新村，至1972年當時尚在臺北辦公的省屬機關全數遷至臺中市東區干城營區（原日本陸軍營區），1975年臺中市南屯區的黎明新村完工後，干城營區單位與眷屬全數遷入。之後歷經臺北市與高雄市陸續脫離臺灣省，升格改制院轄市，其管轄範圍與職權均有所縮減，但仍與中華民國自由地區有超過90%的重疊性。2010年臺北縣、臺中縣市、臺南縣市、高雄縣，以及2014年的桃園縣亦升格為直轄市後，全省面積佔中華民國政府實際管轄區域全境的72.75%，而人口則佔39.85%。
日後為了簡化地方政府層級，於1997年經國民大會修正憲法增修條文後，省在1998年起被虛級化（又稱「精省」、「凍省」）。省虛級化後，臺灣省政府的職權被大幅削減，實質成為中央政府的派出機關，其屬下各級機關編制全部均予改隸更名或撤銷（例如：原「臺灣省政府教育廳」改制為「教育部中部辦公室」），本歸於省政府轄下的縣市也改為直屬中央政府管轄，僅留部份單位運作，原省府廳舍多數轉為各部會中部辦公室使用。
2010年代，臺灣省政府引起各黨派立法委員關注，希望凍結預算或是廢省等主張。
2012年7月5日，臺灣省政府啟用新電話總機，代表號為049-2394008計16線，取代1999年7月執行組織調整及業務移撥作業（即精省作業）起沿用的電話總機。
2014年7月7日，以蔡明法為首的約百名美國臺灣政府支持者佔領臺灣省政府大樓，事後宣稱是老人打球上廁所而已。約5小時後，警方於晚間出動警力將民眾安全帶離，一名吳姓成員被依妨害自由罪起訴。
2018年6月23日，時任國家發展委員會主任委員陳美伶宣布自該年7月1日起，台灣省政府之業務與員額開始移交於中央政府部會，施行「去任務化」，至遲於該年底完成。時任行政院發言人徐國勇說明，因省級機關為中華民國憲法規定，僅保留省主席的職稱，但之後不再派任，而省府房舍移撥國發會、由國發會負責維護，且在隔年起將省政府的預算歸零。該年7月2日起，臺灣省政府網站不再更新；2019年4月23日網站下架。

## 組織

### 精省前

#### 主要官員
- 1994年以前：主席一名、秘書長一名、副秘書長二名
- 1994年－1998年：省長一名、副省長二名、秘書長一名、副秘書長二名

在1998年實施精省前，臺灣省政府共設有30個一級機關、173個二級單位，並擁有多個省屬事業機構。
| 各機關及事業機構列表                                               | 各機關及事業機構列表                                   | 各機關及事業機構列表                                           |
| 一級機關                                                           | 一級機關                                               | 一級機關                                                       |
| ------------------------------------------------------------------ | ------------------------------------------------------ | -------------------------------------------------------------- |
| 民政廳                                                             | 新聞處                                                 | 物資處                                                         |
| 財政廳                                                             | 地政處                                                 | 公務人員培訓處                                                 |
| 教育廳                                                             | 兵役處                                                 | 主計處                                                         |
| 建設廳                                                             | 勞工處                                                 | 人事處                                                         |
| 農林廳                                                             | 環境保護處                                             | 政風處                                                         |
| 秘書處                                                             | 糧食局                                                 | 經濟建設及研究考核委員會                                       |
| 警政廳                                                             | 住宅及都市發展局                                       | 訴願審議委員會                                                 |
| 社會處                                                             | 文化處                                                 | 法規委員會                                                     |
| 交通處                                                             | 水利處                                                 | 原住民事務委員會                                               |
| 衛生處                                                             | 消防處                                                 |                                                                |
| 直屬機關                                                           |                                                        |                                                                |
| 都市計畫委員會                                                     | 臺北水源特定區管理委員會                               |                                                                |
| 省營事業機關                                                       |                                                        |                                                                |
| 臺灣銀行                                                           | 唐榮鐵工廠股份有限公司                                 | 臺灣汽車客運公司（現國光汽車客運股份有限公司）                 |
| 臺灣土地銀行                                                       | 臺灣航業股份有限公司                                   | 臺灣書店（隸屬教育廳）                                         |
| 臺灣省合作金庫（現合庫金控公司）                                   | 臺灣鐵路貨物搬運股份有限公司 （隸屬交通處）            | 臺灣省礦務局（隸屬建設廳）                                     |
| 臺灣人壽保險股份有限公司（現台灣人壽）                             | 臺灣新生報業股份有限公司                               | 臺灣鐵路管理局（隸屬交通處；現國營臺灣鐵路股份有限公司）       |
| 臺灣土地開發信託投資股份有限公司                                   | 臺灣電影文化事業股份有限公司                           | 基隆港務局（隸屬交通處；現臺灣港務股份有限公司基隆港務分公司） |
| 臺灣中興紙業股份有限公司（現興中紙業股份有限公司）                 | 臺灣省政府印刷廠（隸屬秘書處；現財政部印刷廠）         | 高雄港務局（隸屬交通處；現臺灣港務股份有限公司高雄港務分公司） |
| 臺灣省農工企業股份有限公司                                         | 臺灣省菸酒公賣局（隸屬財政廳；現臺灣菸酒股份有限公司） | 花蓮港務局（隸屬交通處；現臺灣港務股份有限公司花蓮港務分公司） |
| 高雄硫酸錏股份有限公司                                             | 臺灣省自來水股份有限公司（現臺灣自來水股份有限公司）   | 臺中港務局（隸屬交通處；現臺灣港務股份有限公司臺中港務分公司） |
| 省有事業機構 （包括臺灣省政府直接持股未逾50%、以及間接持股之企業） |                                                        |                                                                |
| 第一商業銀行（現第一金控公司）                                     | 彰化商業銀行股份有限公司                               | 臺灣電視事業股份有限公司                                       |
| 華南商業銀行（現華南金控公司）                                     | 臺灣中小企業銀行股份有限公司                           | 臺灣產物保險股份有限公司                                       |

### 精省後
1999年改為6組、5室、1會、2任務編組、12附屬機關
- 6組：民政組、社會組、衛生組、經建組、財務組、文教組（含臺灣省政府圖書館）
- 5室：秘書室、人事室、會計室、政風室、資料室（包含臺灣省政資料館）
- 1會：法規會
- 2任務編組：臺灣省車輛行車事故鑑定覆議委員會、臺灣省教師申訴評議委員會
- 12附屬機關：臺灣省各區車輛行車事故鑑定委員會（包含基宜區、臺北縣區、桃園縣區、竹苗區、臺中縣區、臺中市區、彰化縣區、南投縣區、嘉雲區、臺南區、高屏澎區、花東區）[16]

2012年第二次精簡組織，改為4組、3室、2任務編組、8附屬機關
- 4組：民社衛環組、教文及資料組（含臺灣省政資料館、臺灣省政府圖書館）、財經教法組、行政組
- 3室：人事室、會計室、政風室
- 2任務編組：臺灣省車輛行車事故鑑定覆議委員會、臺灣省教師申訴評議委員會
- 8附屬機關：臺灣省各區車輛行車事故鑑定委員會（基宜區、桃園縣區、竹苗區、彰化縣區、南投縣區、嘉雲區、屏澎區、花東區）

2013年1月1日，省圖書館改隸屬國立公共資訊圖書館而移出省政府。7月18日，車輛行車事故鑑定業務名義上由交通部公路總局辦理，但由省政府原附屬機關協助辦理。
- 4組：民社衛環組、教文及資料組（含臺灣省政資料館）、財經教法組、行政組
- 3室：人事室、會計室、政風室
- 2任務編組：臺灣省車輛行車事故鑑定覆議委員會、臺灣省教師申訴評議委員會
- 8附屬機關：臺灣省各區車輛行車事故鑑定委員會（基宜區、桃園縣區、竹苗區、彰化縣區、南投縣區、嘉雲區、屏澎區、花東區）

2014年1月1日，車輛行車事故鑑定業務改由交通部公路總局辦理。
- 4組：民社衛環組、教文及資料組（含臺灣省政資料館）、財經交法組、行政組
- 3室：人事室、主計室、政風室
- 1任務編組：臺灣省教師申訴評議委員會

2018年7月1日，省政府所有業務及人員移交國家發展委員會接續辦理，臺灣省政資料館改隸國家發展委員會檔案管理局。7月16日，教師申訴評議業務改由教育部辦理。至此該機關日前已無任何行政組織。

## 相關建築

臺灣省政府府徽的另一版本

### 省政府府址
- 1945年9月1日，臺灣省行政長官公署創立於重慶。
- 1945年10月25日，臺灣省行政長官公署在臺灣運作，因為原總督府廳舍尚在修復，所以公署設在原臺北市役所辦公（遷出後，改由行政院使用）。
- 1956年，臺灣省政府先遷往臺中縣霧峰鄉的臨時辦公處（今區公所旁，後改由臺灣省教育廳使用）。
- 1957年6月底[註 1]，南投縣南投市的中興新村造鎮完成後，遷入臺灣省政府大樓[20]:445[21]:448。
- 2018年7月20日，臺灣省政府組織移交國家發展委員會。臺灣省政府大樓原址成立「國家發展委員會中興辦公區中興新村活化專案辦公室」[22]，此後臺灣省政府無任何實體辦公廳舍。

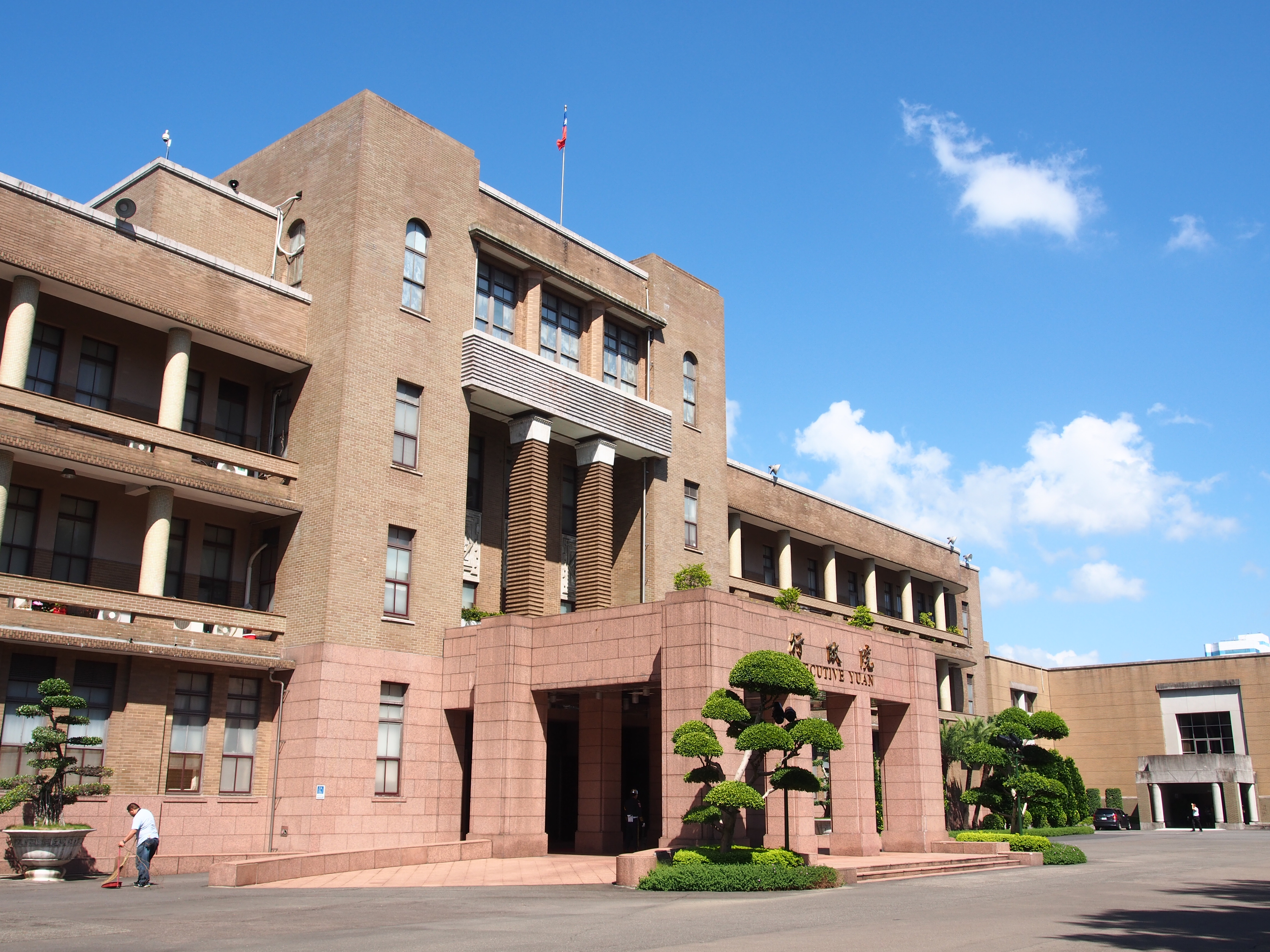
1947至1957年之臺灣省政府大樓，現為行政院中央大樓
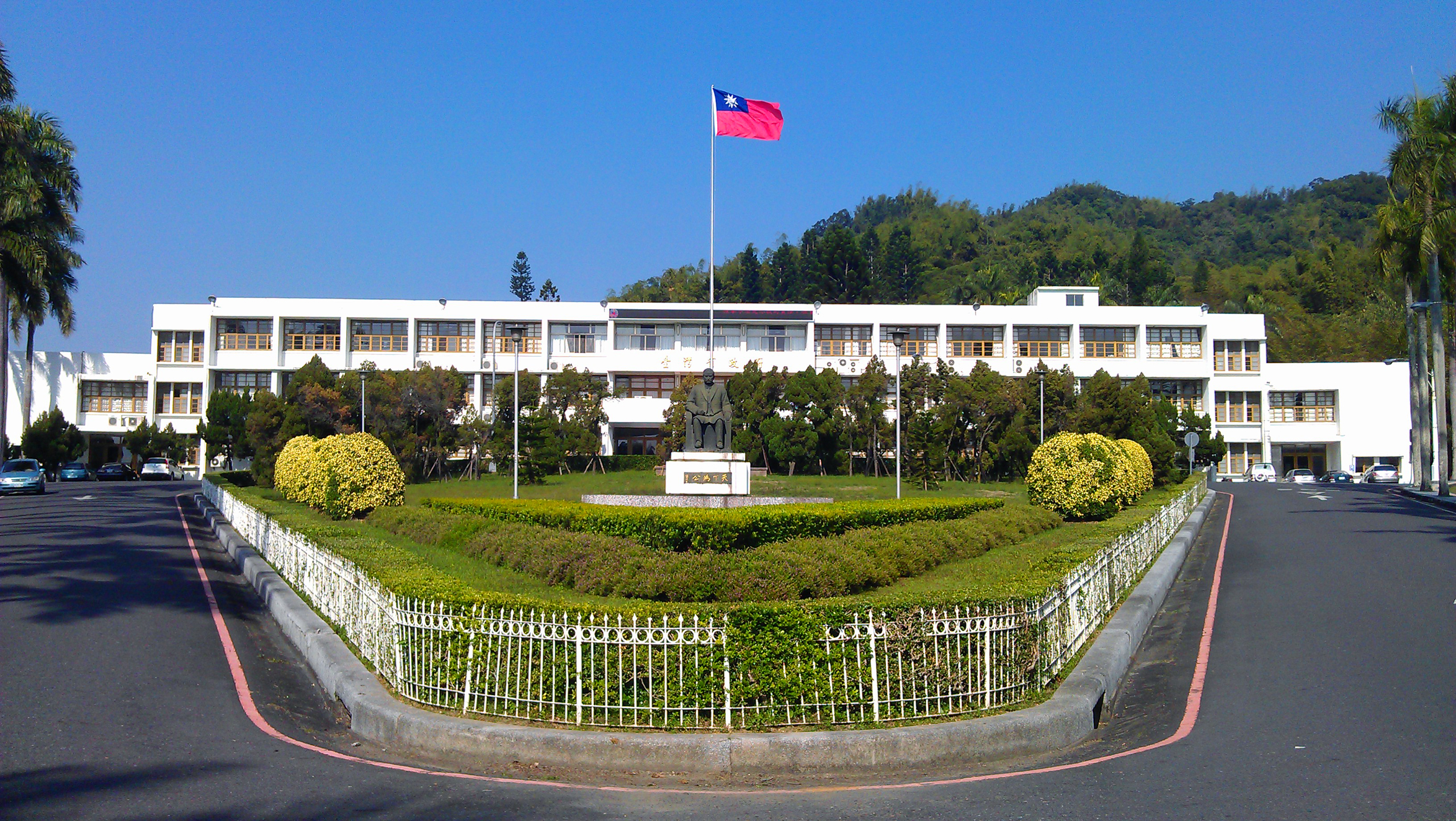
1957至2018年之臺灣省政府大樓，現為國家發展委員會中興辦公區中興新村活化專案辦公室

### 省府相關建築

#### 官署建築
- 秘書處：與省政府合署辦公
- 民政廳：第一辦公區（後因1999年發生921大地震時倒塌）
- 財政廳：第一辦公區（後因1999年發生921大地震時倒塌）
- 教育廳：413臺中市霧峰區大同路10號
- 建設廳：54003南投縣南投市省府路４號
- 農林廳：540南投縣南投市光華路8號
- 社會處：第一辦公區（後因1999年發生921大地震時倒塌）
- 警政廳：407臺中市西屯區文心路二段588號
- 交通處：540南投縣南投市省府路6號
- 衛生處：540南投縣南投市光明路15號（後因1999年發生921大地震時倒塌）
- 新聞處：403臺中市西區自由路一段150號
- 地政處：408臺中市南屯區黎明路二段503號
- 兵役處：540南投縣南投市光明路21號
- 勞工處
- 環境保護處：408臺中市南屯區黎明路二段497號
- 糧食局：與農林廳合署辦公
- 住宅及都市發展局
- 主計處：第一辦公區（可能已倒塌）
- 人事處：540南投縣南投市省府路2號
- 政風處：第二辦公區
- 經濟建設委員會：第一辦公區（可能已倒塌）
- 研究發展考核委員會
- 訴願審議委員會
- 法規委員會：第一辦公區（可能已倒塌）
- 物資處
- 訓練團：540南投縣南投市光明路1號
- 原住民委員會：540南投縣南投市光明路27號
- 選舉委員會：第二辦公區
- 消防處：540南投縣南投市光榮北路1號
- 文化處：第二辦公區

#### 省府眷舍
光復新村、中興新村、黎明新村、長安新村（新聞處宿舍，2014年3月中拆除）、審計新村

### 登錄為文化資產建築
- 文化景觀：光復新村、中興新村
- 古蹟：原臺灣省政府大樓
- 歷史建築：原臺灣省政府人事處、原臺灣省政府建設廳、原臺灣省政府交通處、臺灣省政資料館、原臺灣省政府農林廳水土保持局、原臺灣省政府農林廳、原臺灣省政府訓練團中正堂、中興會堂、臺灣銀行中興新村分行、臺灣新生報中興新村辦事處（原館）、中華電信中興服務中心、原臺灣省政府教育廳

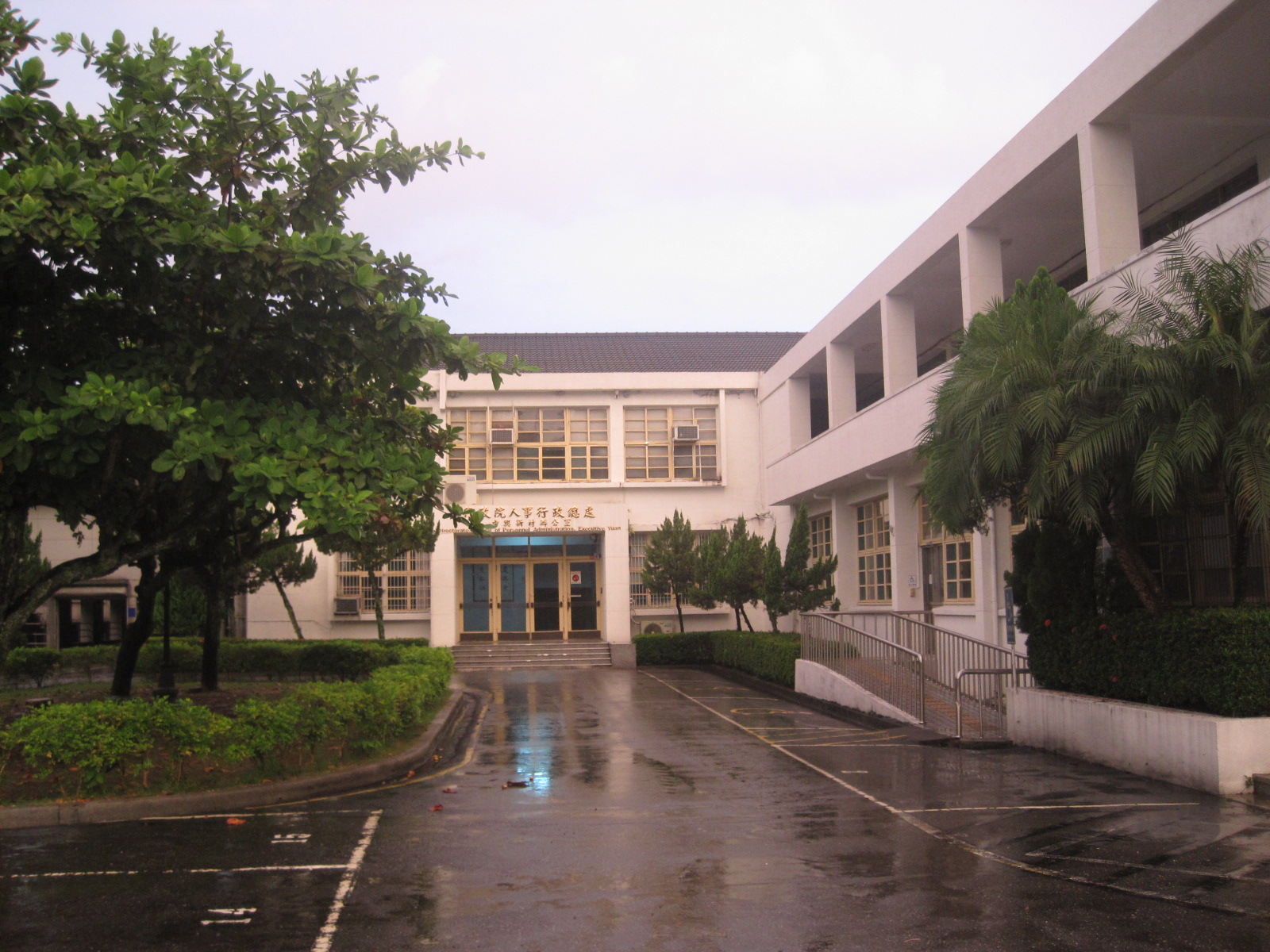
原臺灣省政府人事處，現為行政院人事行政總處中部辦公室
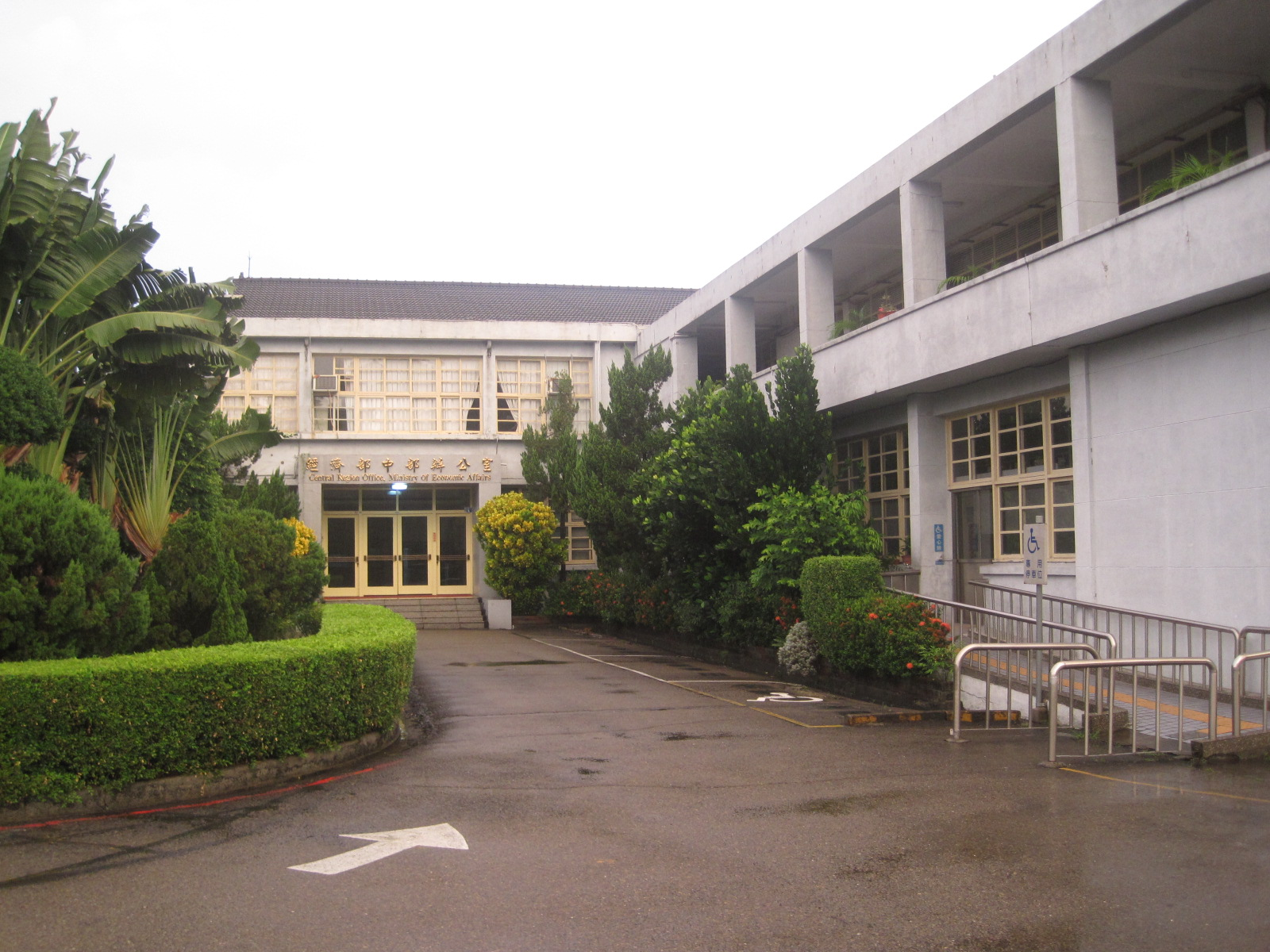
原臺灣省政府建設廳，現為經濟部中部辦公室
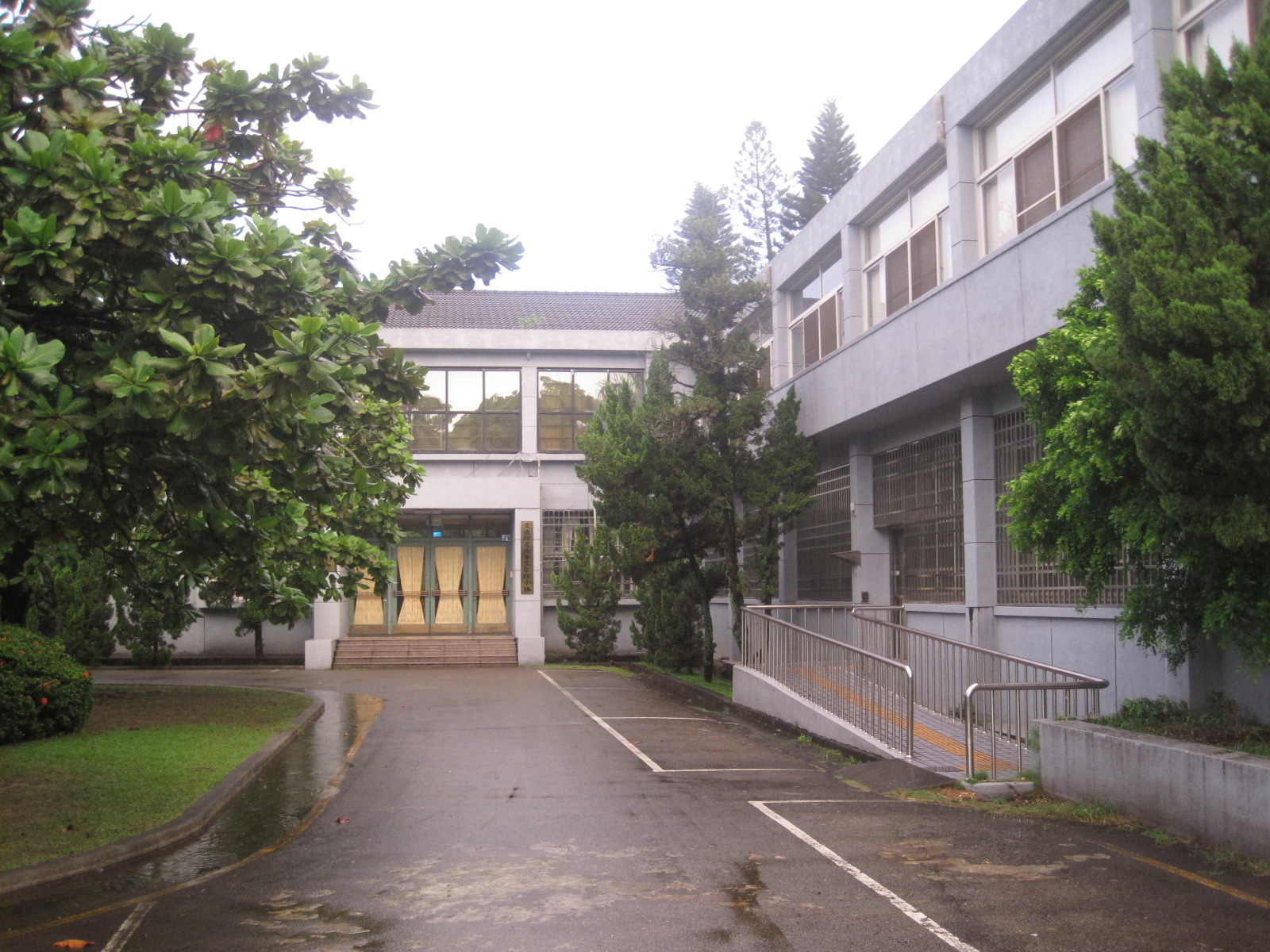
原臺灣省政府交通處，現為交通部交通事業管理小組
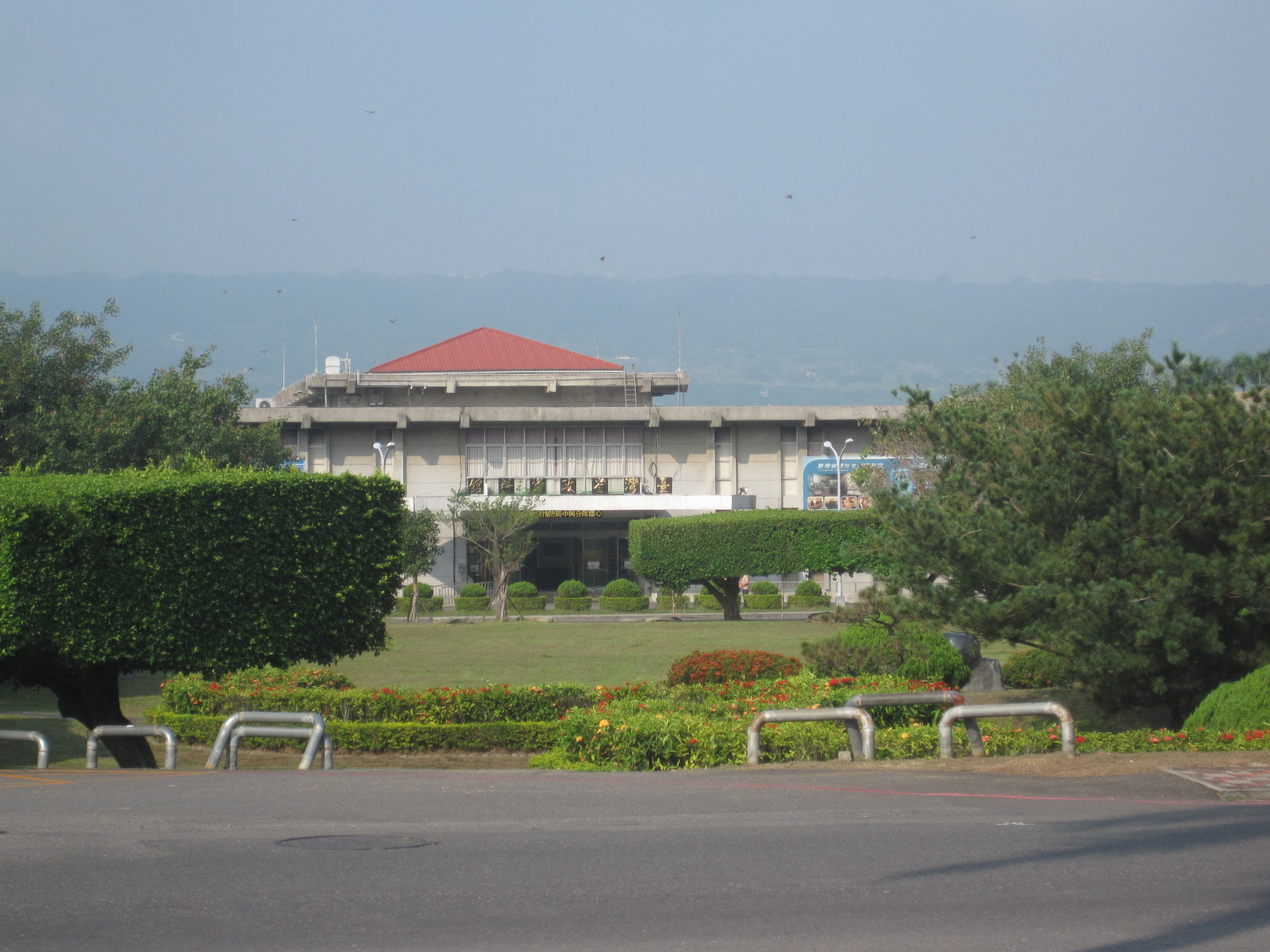
臺灣省政資料館，現為國家發展委員會檔案局
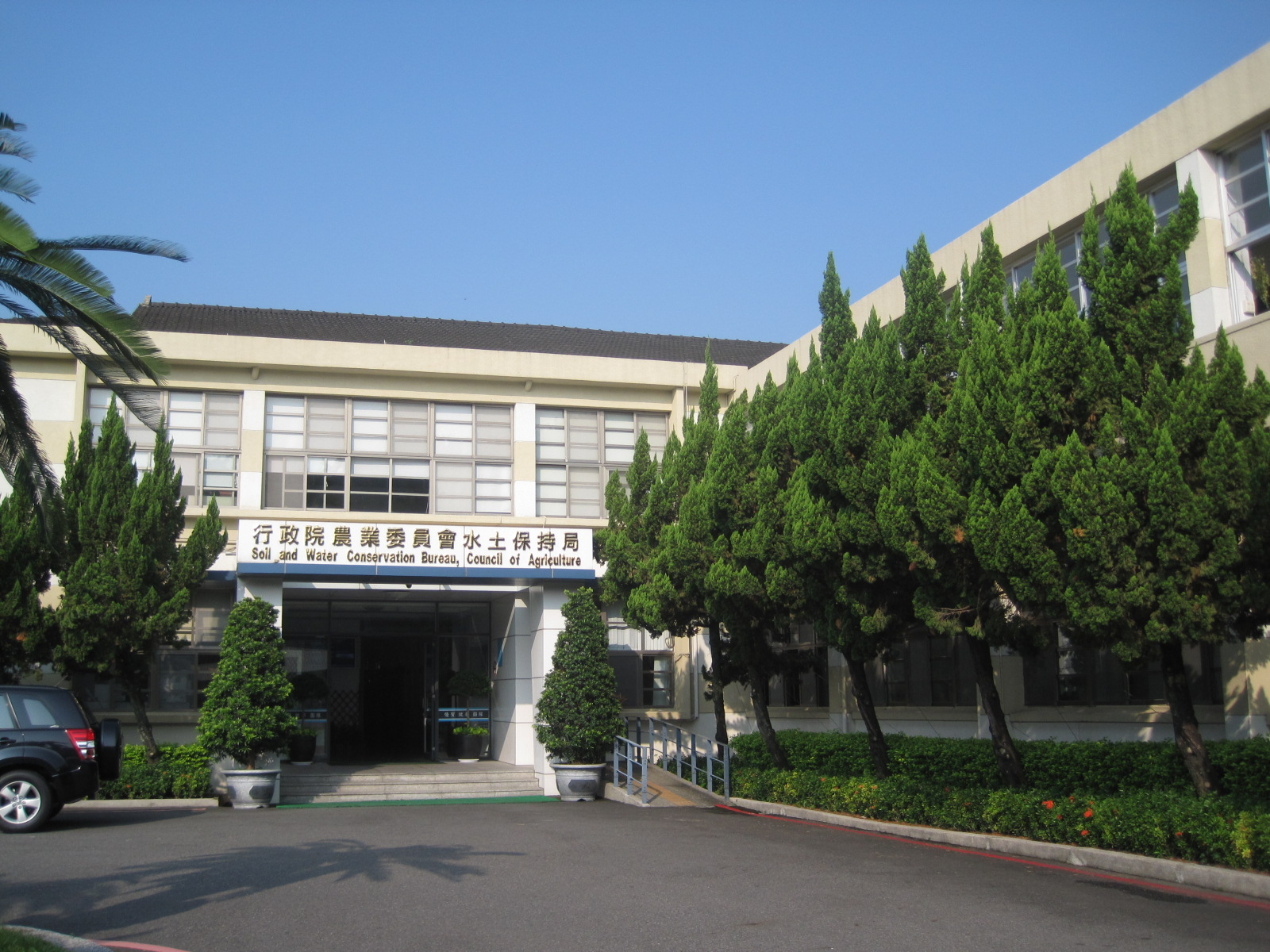
原臺灣省政府農林廳水土保持局，現為農業部農村發展及水土保持署
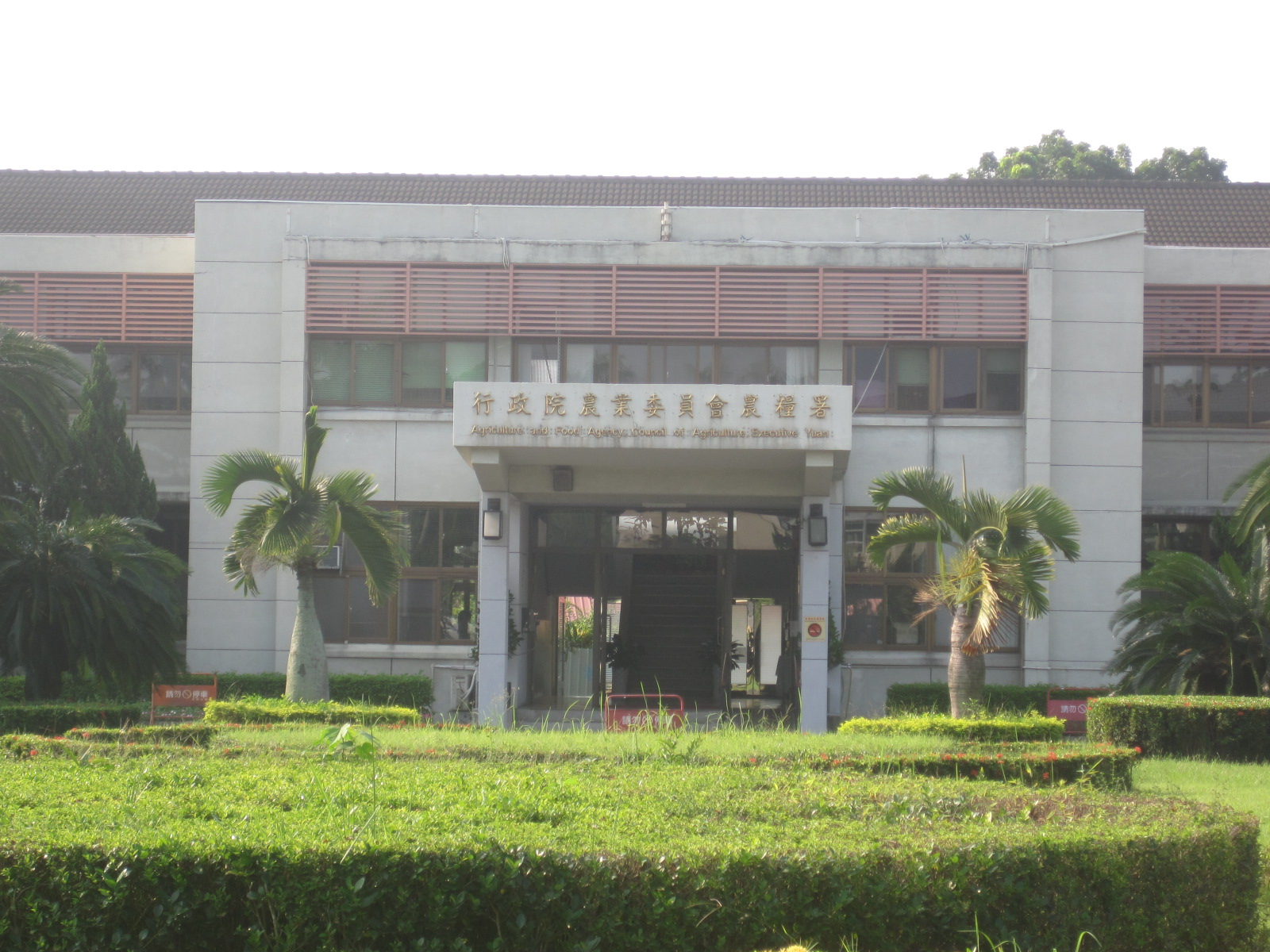
原臺灣省政府農林廳，現為農業部農糧署
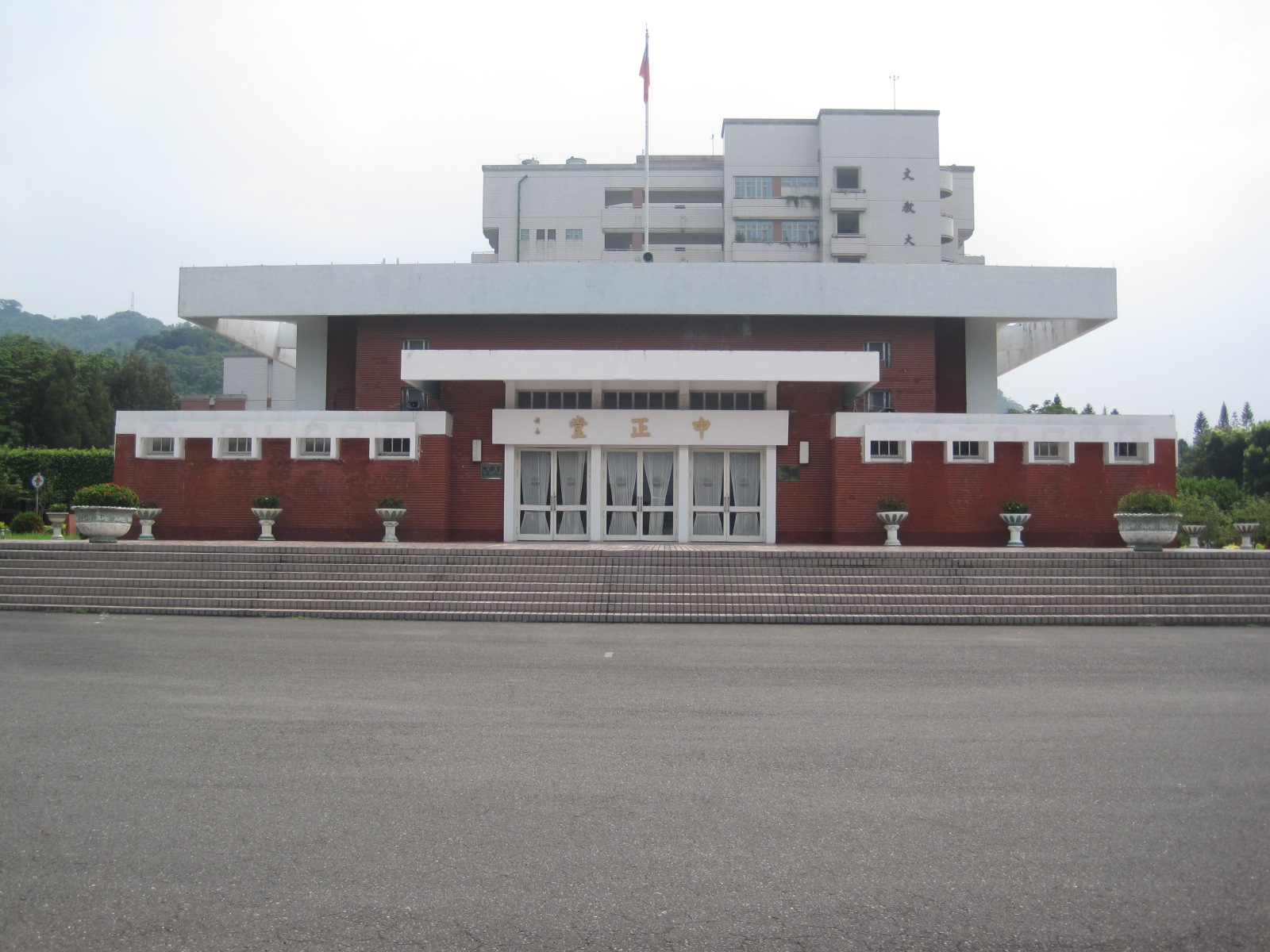
原臺灣省政府訓練團中正堂，現為國家文官學院中區培訓中心
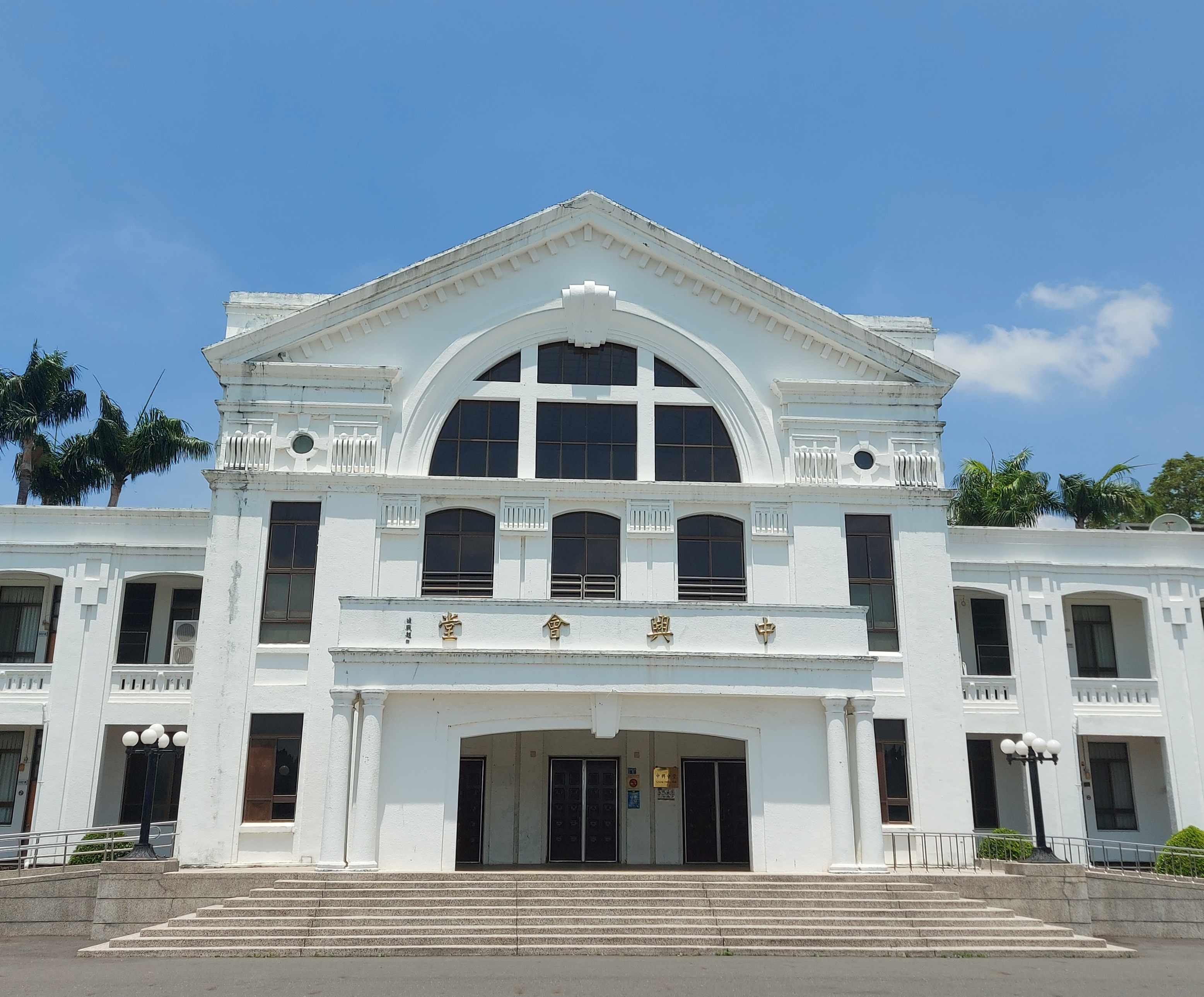
中興會堂
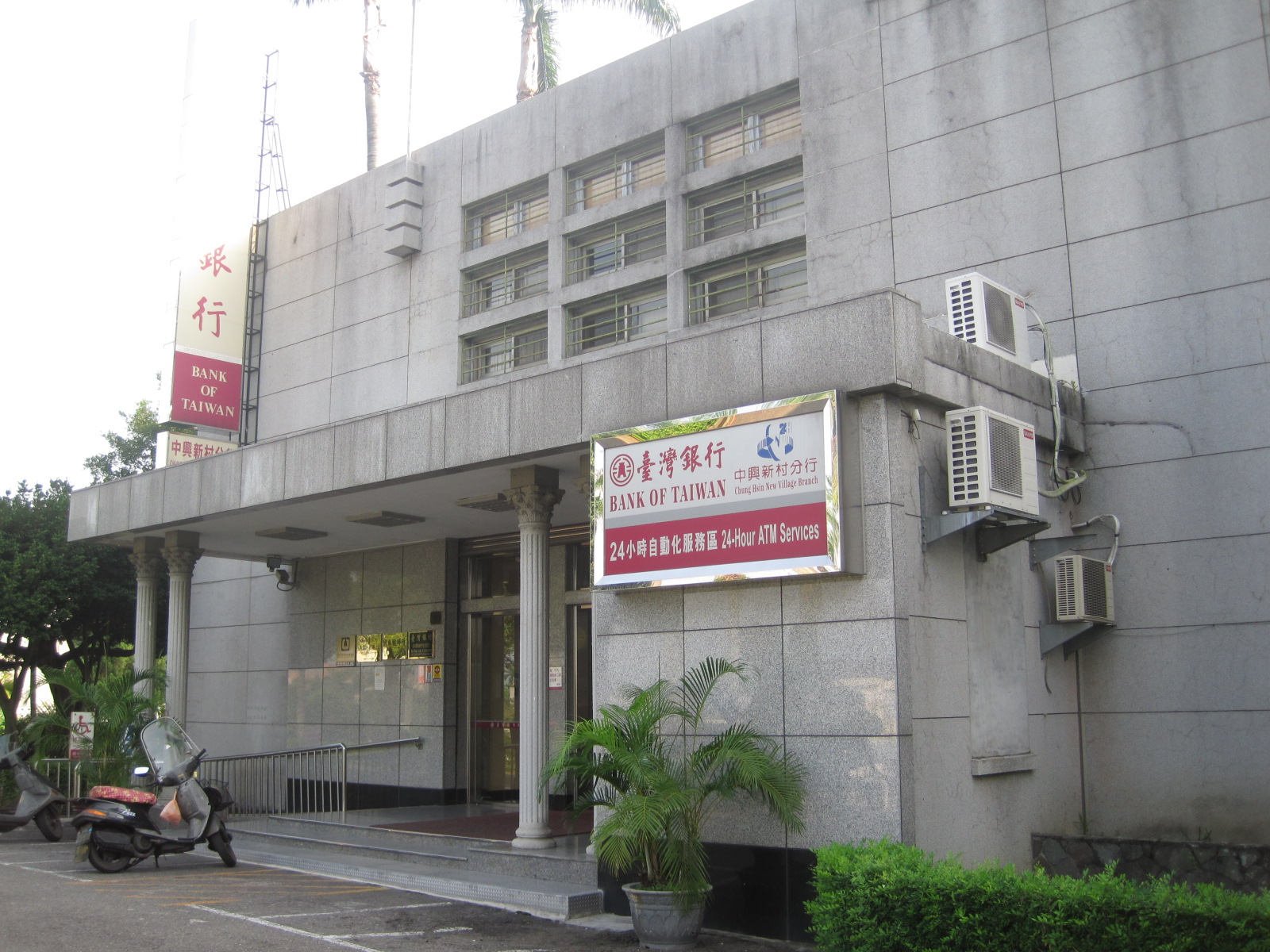
臺灣銀行中興新村分行
臺灣新生報中興新村辦事處
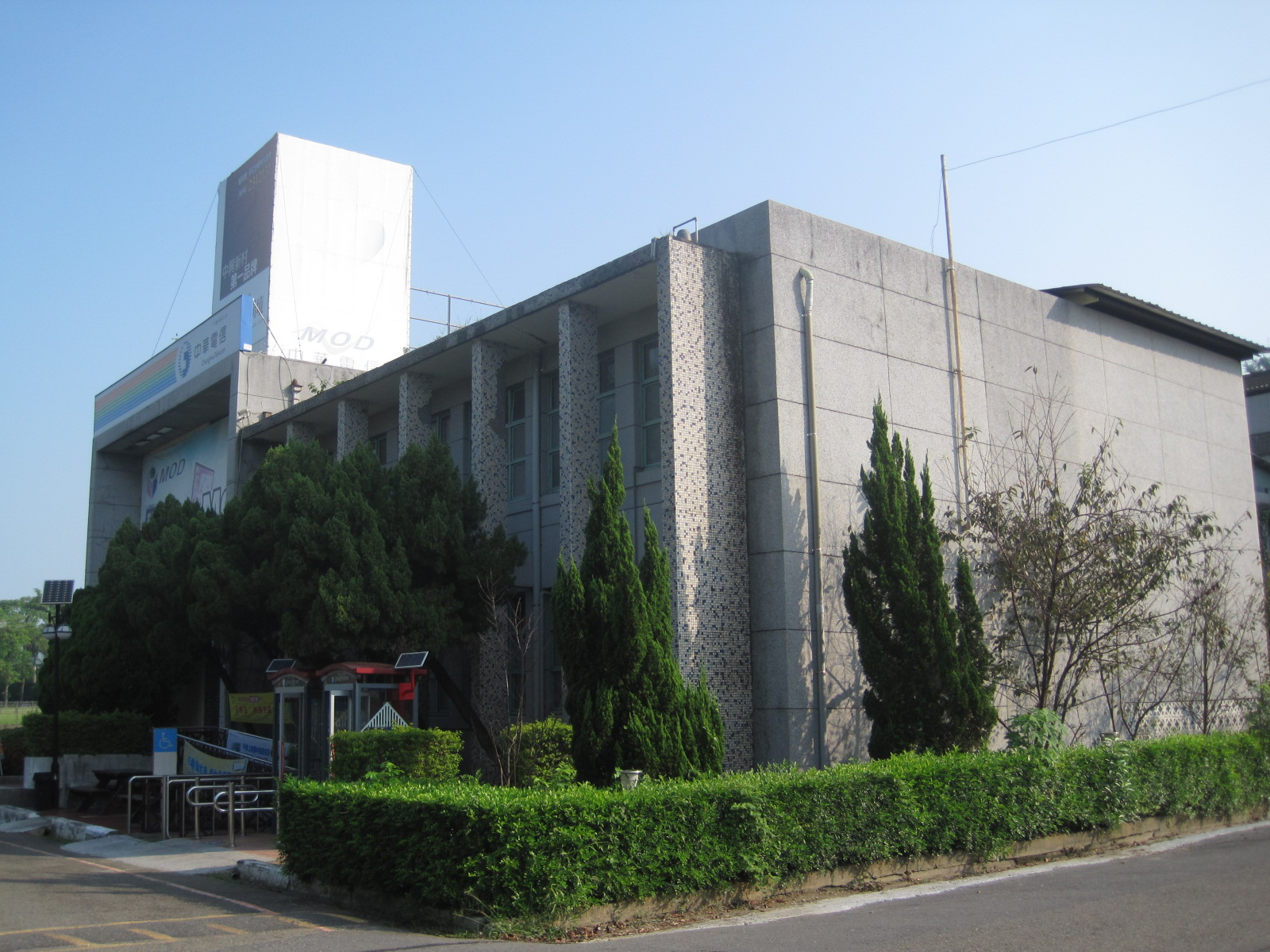
中華電信中興服務中心
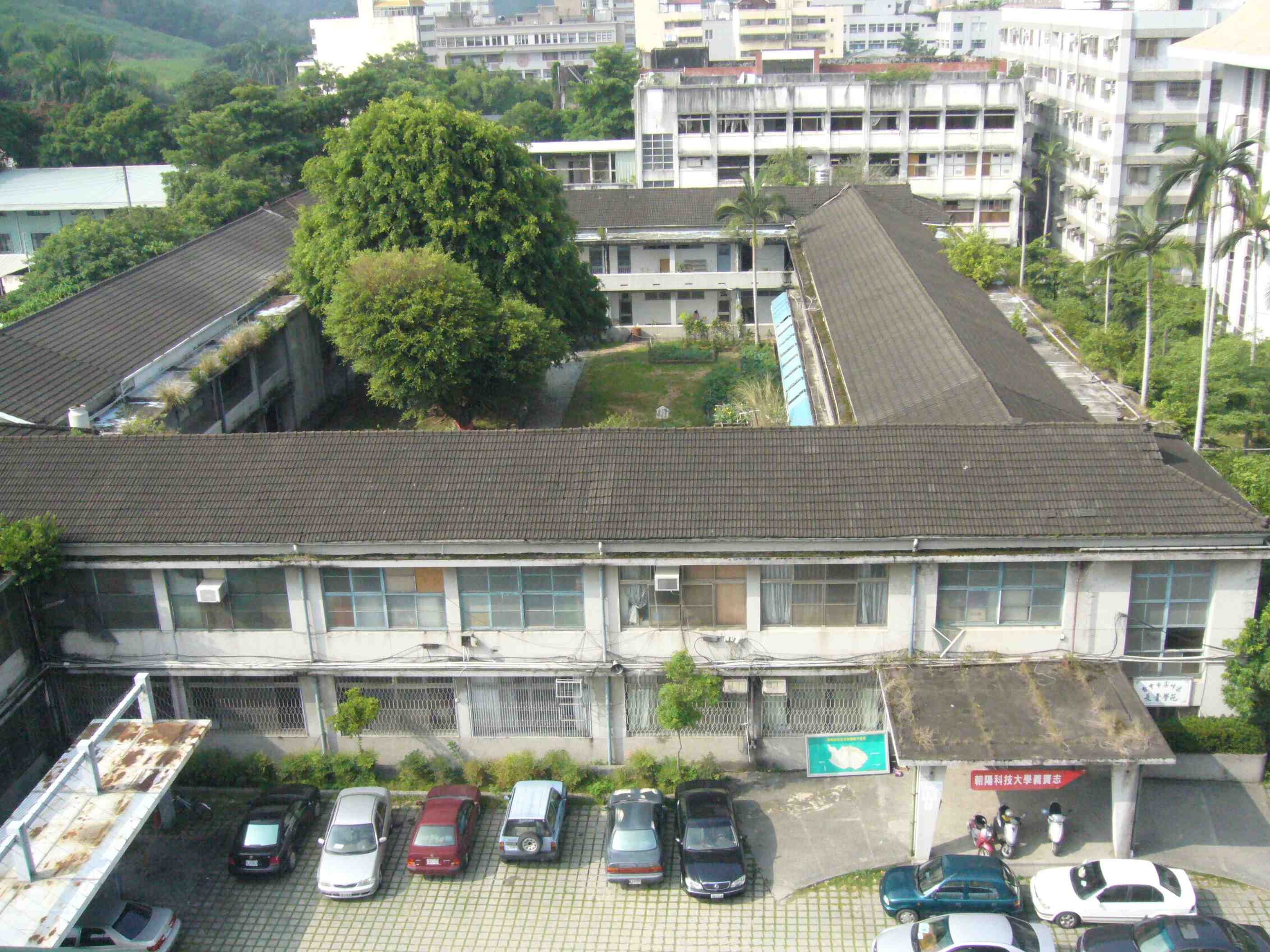
原臺灣省政府教育廳

## 歷任首長
臺灣省政府的最高長官為「臺灣省政府主席」（多簡稱為臺灣省主席、省主席），為一官派職務。1994年12月20日至1998年12月21日間曾因民選更名為「臺灣省省長」，後因實施精省而再度改為省主席。

### 引用
1. ↑   臺灣省政府於2018年7月1日實施「去任務化」，其機關預算歸零，剩餘之員額與業務則由中央政府相關部會承接。
2. ↑  .   [2018-08-26]. （原始内容存档于2018-08-26）.
3. ↑  .   [2018-12-17]. （原始内容存档于2019-04-08）.
4. ↑  中華民國內政部統計月報 2011.4 （页面存档备份，存于）中華民國內政部統計處
5. ↑  
陳超明要求　台灣省政府預算解凍 （页面存档备份，存于）,2016.5.25 蘋果日報
6. ↑  
臺灣省要不要廢？ 「每年花上億」立委超有感 （页面存档备份，存于）,2016.6.8 自由時報
7. ↑  
虛級機關年花國庫近3億 徐永明：修憲廢掉盲腸 （页面存档备份，存于）,2016.8.2 自由時報
8. ↑  臺灣省政府啟用新電話號碼 （页面存档备份，存于） 中央通訊社 2012-07-05
9. ↑  陳鳳麗. . 自由時報. 2014-07-07  [2014-07-08]. （原始内容存档于2020-08-05）.
10. ↑  張家樂、紀文禮、吳思萍、賴香珊. . 聯合報. 2014-07-08  [2014-07-08]. （原始内容存档于2014-07-12）.
11. ↑  張家樂. . 聯合報. 2015-05-19  [2021-01-21]. （原始内容存档于2021-01-28）.
12. ↑  台灣省政府7/1走入歷史 國發會活化中興新村 （页面存档备份，存于）,2018.6.23 中央社
13. ↑  .   [2018-06-28]. （原始内容存档于2019-04-11）.
14. ↑  .   [2018-09-11]. （原始内容存档于2019-04-03）.
15. ↑  .   [2018-12-17]. （原始内容存档于2019-04-11）.
16. ↑  2011年1月1日，因臺北縣、臺中縣市、臺南縣市、高雄縣於2010年12月25日改為直轄市，臺灣省各區車輛行車事故鑑定委員會隨之變更轄區為基宜區、桃園縣區、竹苗區、彰化縣區、南投縣區、嘉雲區、屏澎區、花東區。
17. ↑  .   [2018-11-28]. （原始内容存档于2021-05-09）.
18. ↑  .   [2019-04-19]. （原始内容存档于2021-04-21）.
19. ↑  .   [2018-11-28]. （原始内容存档于2019-05-01）.
20. 1 2  劉寧顏（總纂）、王世慶. . 臺灣省文獻委員會. 1991-06-30.
21. 1 2  劉寧顏（總纂）、魏永竹、李宣鋒、楊越凱. . 臺灣省文獻委員會. 1998-06-30. ISBN 957-00-3993-0.
22. ↑  .   [2018-11-29]. （原始内容存档于2018-11-29）.
23. ↑  國產署攜手臺中市 打造青年微創聚落 （页面存档备份，存于），中廣新聞網，2014/09/16
24. ↑  .   [2018-11-29]. （原始内容存档于2021-01-23）.

## 外部鏈結
- 臺灣省政府（存檔，原網站已關閉）